# Кляйнгойбах
Кляйнгойбах (нім. Kleinheubach) — громада в Німеччині, розташована в землі Баварія. Підпорядковується адміністративному округу Нижня Франконія. Входить до складу району Мільтенберг. 

## Географія
Площа — 9,49 км2. Населення становить 3727 ос. (станом на 31 грудня 2020).

## Адміністративний поділ
З 1976 року Кляйнхойбах добровільно утворив адміністративну громаду з сусідніми громадами Лауденбах (нім. Laudenbach) (на північному заході) і Рюденау (нім. Rüdenau) (на заході). 
У травні 2010 року, разом з Гроссойбах (нім. Großheubach),  розташованому на протилежному березі Майну, Кляйнхойбах сформував подвійний центр Гойбах (нім. Heubach) — поєднання двох центральних місць через їхню географічну близькість, зберігаючи адміністративну незалежність.

## Історія
У старих документах і картах зустрічається різне написання назви місця. 
Невідомо чи "Heydebah", згаданий у документі 877 року, є Кляйнхойбах.
Кляйнхойбах був поруч міста Вальхаузен (нім. Wallhausen), яке існувало до 1247 року. З падінням Валльхаузена почався економічний і політичний підйом Кляйнхойбаха.

Замок князів Левенштайн
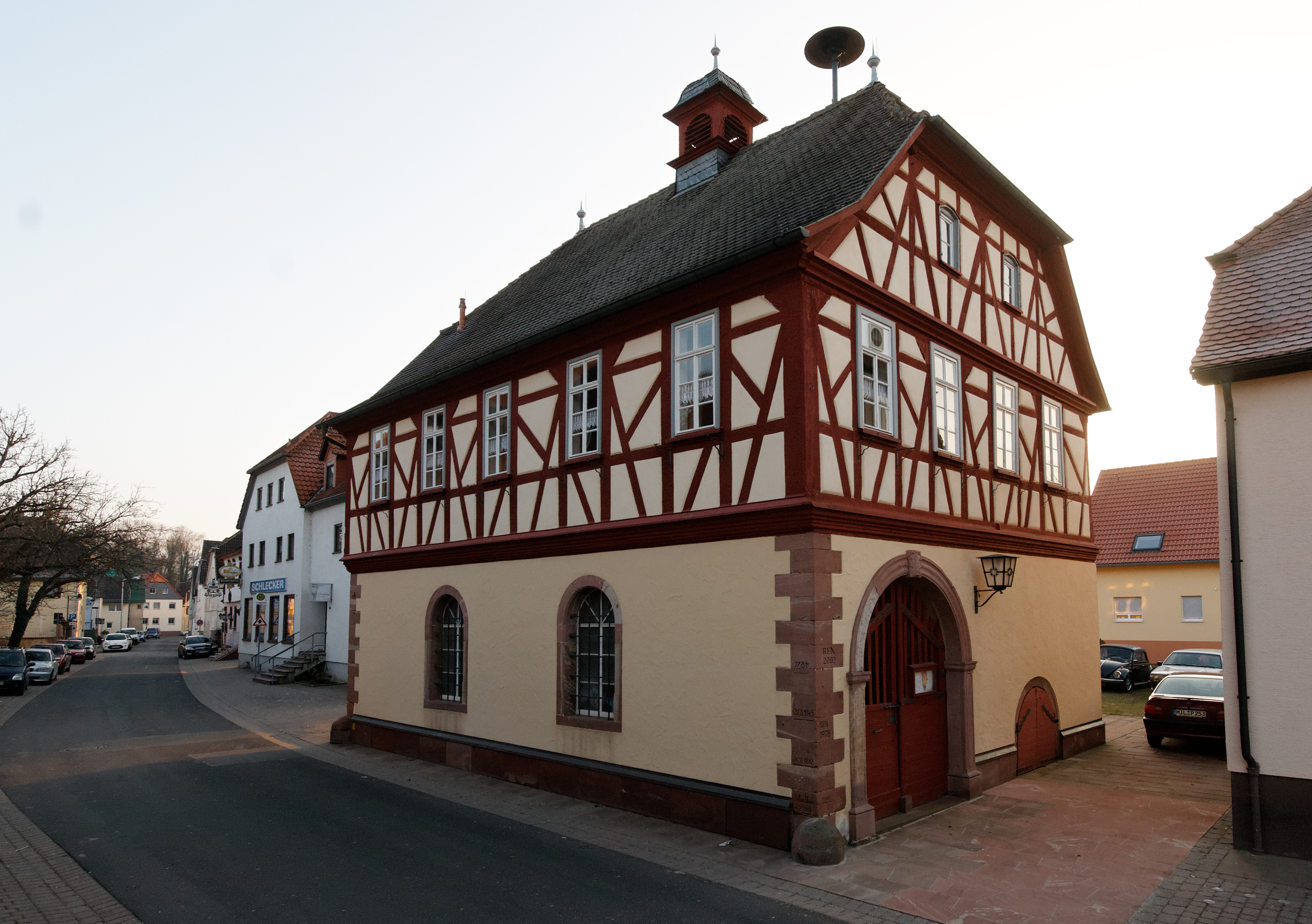
Колишня ратуша

## Галерея

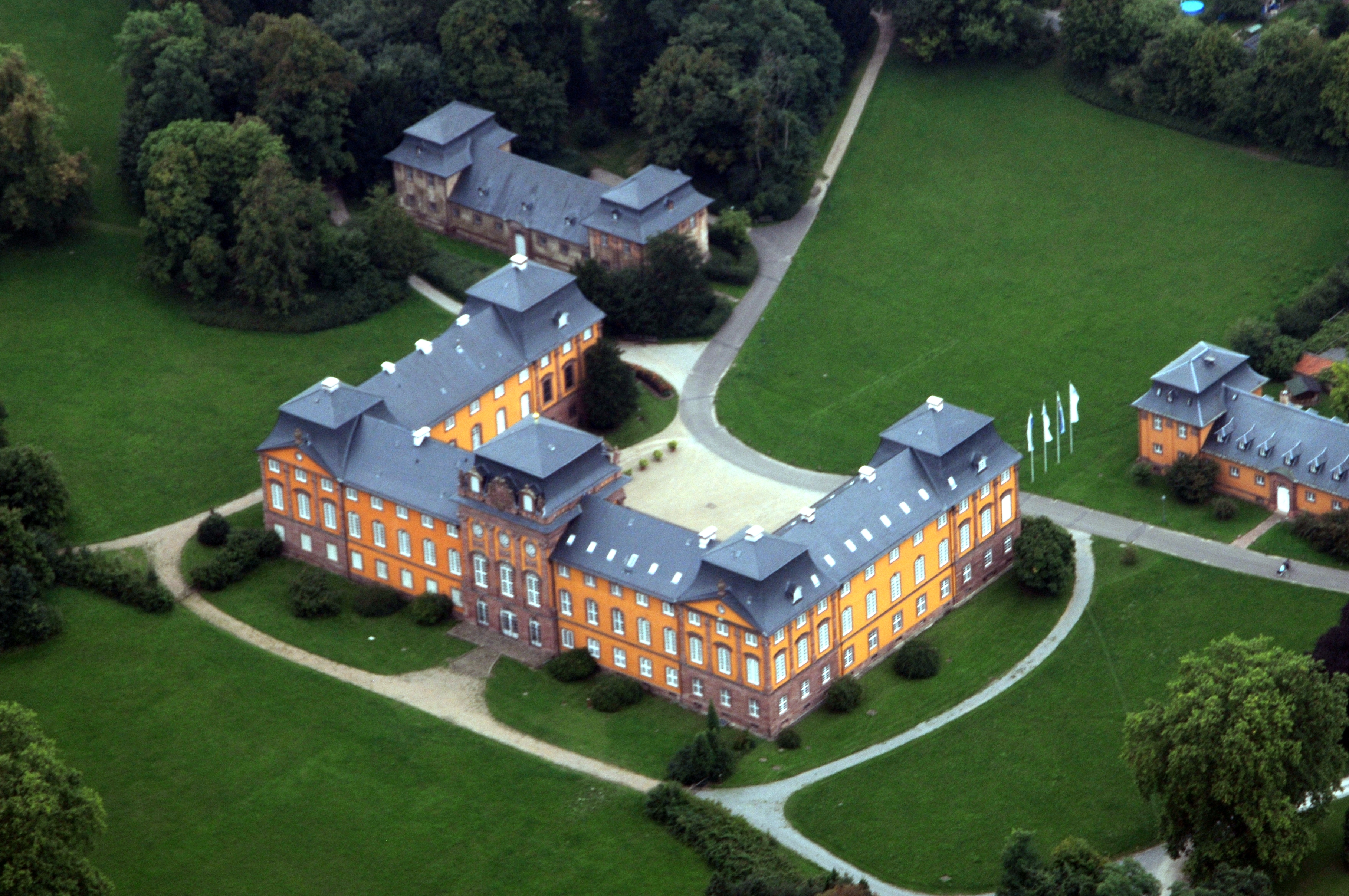
Замок князів Левенштайн зверху
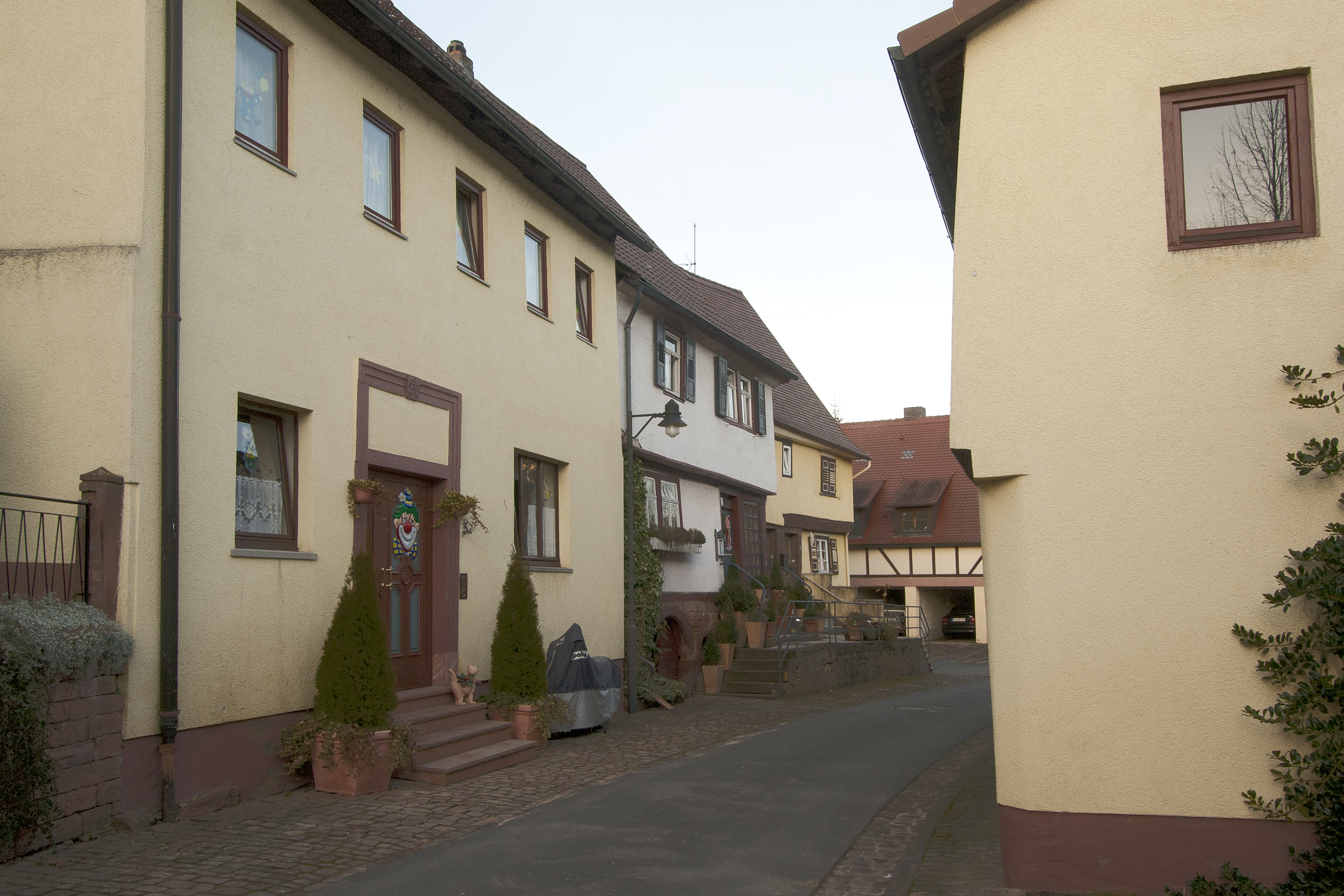
Вулиця Фаргассе
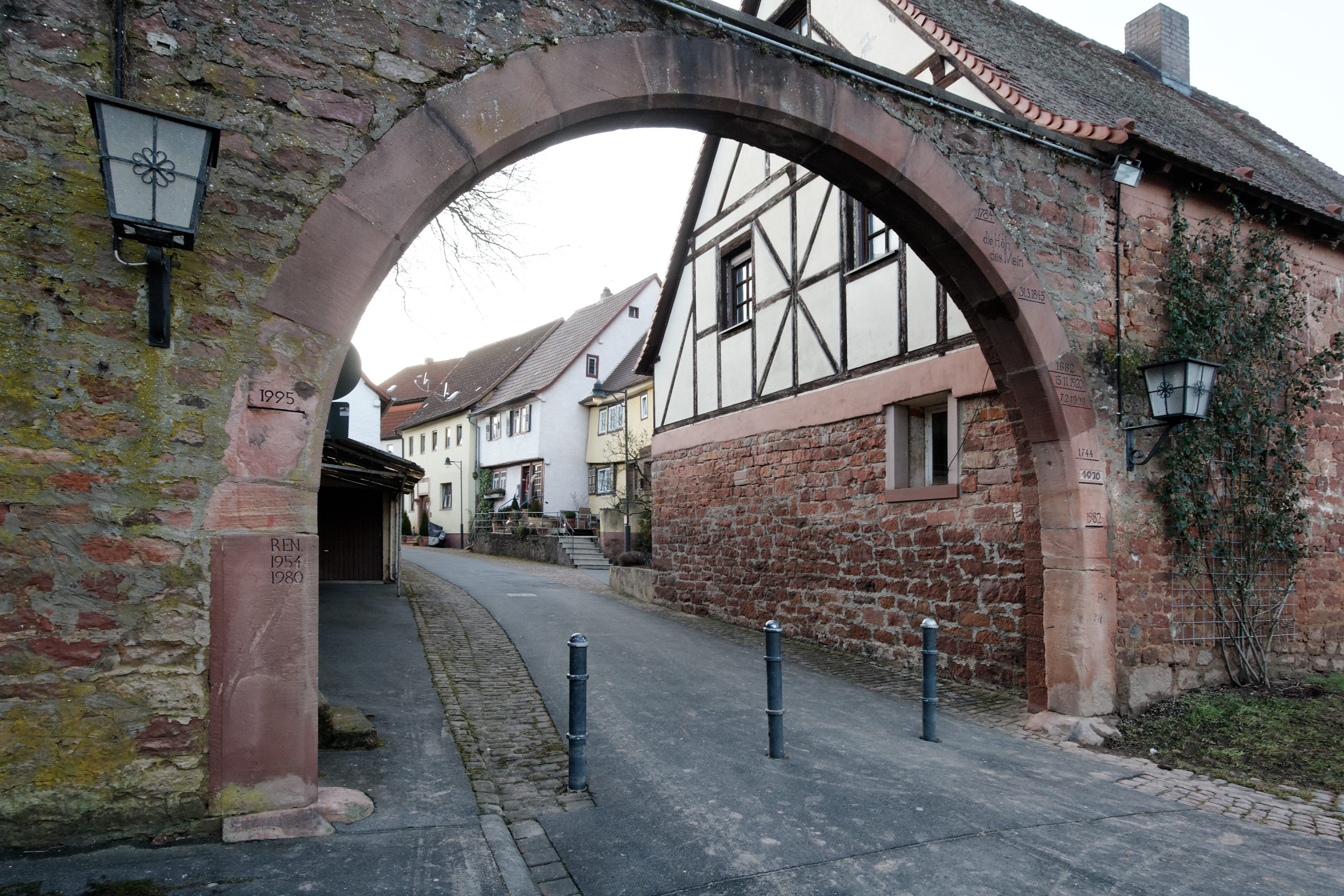
Арка, Кляйнхойбах
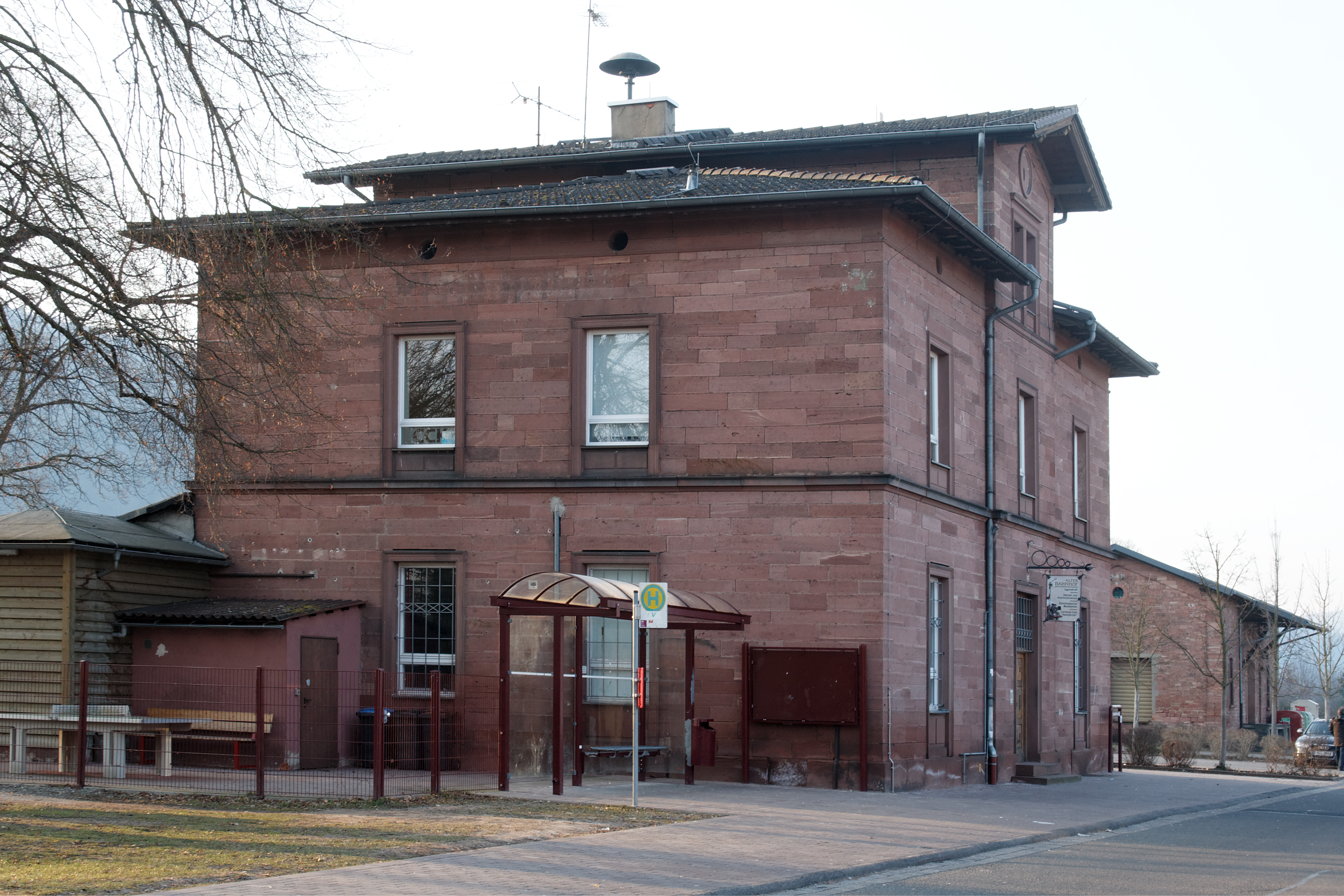
Будівля колишнього вокзалу